# Битка код Гравије
Битка код Гравије(Грчки:Μάχη στο Χάνι της Γραβιάς-Махи сто Хани тес Гравијас) је убедљива Грчка победа малобројне војске од 116 људи под водством Одисеја Андруцоса над далеко већим снагама Омера Вриона.
Битка се одиграла код крчме у месту Гравија, која је опасана каменим зидом. Андруцос и његових 116 Грка, забариакдирали су се у крчму и дочекали Турску војску Омера Вриона. Омер Вирони је наредио напад на Крчму, али су турски војници дочекани сложном плотунском ватром од стране Андруцоса и његових људи. Током дана Вирион је наредио још пар напада, а предвече када је видео колики су му губици, наредио је да војска доведе топове и сруши крчму. Андруцос и његови људи искористили су окриље ноћи и неопажено се провукли кроз редове Отоманске војске оставивши само шест мртвих сабораца у крчми. Ова битка има значајно место у Грчкој револуцији због њеног учинка на саму револуцију.

## Занимљивости
Крчма код Гравије, или Гравијски хан, где се одиграла битка је данас потпуно обновљена.

## Галерија
- Илустрација битке код Гравије
- Прво одело слева представља ношњу Грка у току битке код Гравије
- Одисеј Андруцос
- Омер Вриони